# Cochylimorpha
Cochylimorpha là một chi bướm đêm thuộc phân họ Tortricinae của họ Tortricidae.

## Các loài
- Cochylimorpha acriapex (Razowski, 1967)
- Cochylimorpha additana (Kennel, 1901)
- Cochylimorpha agenjoi (Razowski, 1963)
- Cochylimorpha alternana (Curtis, 1831)
- Cochylimorpha alticolana (Razowski, 1964)
- Cochylimorpha amabilis (Meyrick, in Caradja, 1931)
- Cochylimorpha arenosana (Kuznetzov Jalava & Kullberg, 1998)
- Cochylimorpha armeniana (Joannis, 1891)
- Cochylimorpha asiana (Kennel, 1899)
- Cochylimorpha bipunctata (Bai Guo & Guo, 1996)
- Cochylimorpha blandana (Eversmann, 1844)
- Cochylimorpha brandti (Razowski, 1963)
- Cochylimorpha centralasiae (Razowski, 1964)
- Cochylimorpha chionella (Schawerda, 1924)
- Cochylimorpha clathrana (Staudinger, 1871)
- Cochylimorpha clathratana (Staudinger, 1880)
- Cochylimorpha coloratana (Kennel, 1899)
- Cochylimorpha conankinensis (Ge, 1992)
- Cochylimorpha cultana (Lederer, 1855)
- Cochylimorpha cuspidata (Ge, 1992)
- Cochylimorpha declivana (Kennel, 1901)
- Cochylimorpha decolorella (Zeller, 1839)
- Cochylimorpha despectana (Kennel, 1899)
- Cochylimorpha diana (Kennel, 1899)
- Cochylimorpha discolorana (Kennel, 1899)
- Cochylimorpha discopunctana (Eversmann, 1844)
- Cochylimorpha eberti (Razowski, 1967)
- Cochylimorpha eburneana (Kennel, 1899)
- Cochylimorpha elegans (Razowski, 1963)
- Cochylimorpha elongana (Fischer von Rslerstamm, 1839)
- Cochylimorpha emiliana (Kennel, 1919)
- Cochylimorpha erlebachi Huemer & Trematerra, 1997
- Cochylimorpha flaveola (Falkovitsh, 1963)
- Cochylimorpha fluens (Razowski, 1970)
- Cochylimorpha fucatana (Snellen, 1883)
- Cochylimorpha fucosa (Razowski, 1970)
- Cochylimorpha fuscimacula (Falkovitsh, 1963)
- Cochylimorpha gracilens (Ge, 1992)
- Cochylimorpha halophilana (Christoph, 1872)
- Cochylimorpha hapala (Diakonoff, 1984)
- Cochylimorpha hedemanniana (Snellen, 1883)
- Cochylimorpha hilarana (Herrich-Schffer, 1851)
- Cochylimorpha ignicolorana Junnilainen & Nupponen, in Nupponen, Junnilainen, Nupponen & Olschwag, 2001
- Cochylimorpha innotatana (Warren, 1888)
- Cochylimorpha isocornutana (Razowski, 1964)
- Cochylimorpha jaculana (Snellen, 1883)
- Cochylimorpha jucundana (Treitschke, 1835)
- Cochylimorpha kenneli (Razowski, 1967)
- Cochylimorpha kohibabae Razowski, 2005
- Cochylimorpha kurdistana (Amsel, 1959)
- Cochylimorpha lagara (Diakonoff, 1983)
- Cochylimorpha langeana (Kalchberg, 1898)
- Cochylimorpha lungtangensis (Razowski, 1964)
- Cochylimorpha maleropa (Meyrick in Caradja & Meyrick, 1937)
- Cochylimorpha meridiana (Staudinger, 1859)
- Cochylimorpha meridiolana (Ragonot, 1894)
- Cochylimorpha mongolicana (Ragonot, 1894)
- Cochylimorpha monstrabilis (Razowski, 1970)
- Cochylimorpha montana (Razowski, 1967)
- Cochylimorpha moriutii (Kawabe, 1987)
- Cochylimorpha nankinensis (Razowski, 1964)
- Cochylimorpha nipponana (Razowski, 1977)
- Cochylimorpha nodulana (Moschler, 1862)
- Cochylimorpha nomadana (Erschoff, 1874)
- Cochylimorpha nuristana (Razowski, 1967)
- Cochylimorpha obliquana (Eversmann, 1844)
- Cochylimorpha perfusana (Guenee, 1845)
- Cochylimorpha perturbatana (Kennel, 1900)
- Cochylimorpha peucedana (Ragonot, 1889)
- Cochylimorpha pirizanica (Razowski, 1963)
- Cochylimorpha psalmophanes (Meyrick, 1925)
- Cochylimorpha pseudoalternana (Chambon & Khous, 1993)
- Cochylimorpha pyramidana (Staudinger, 1871)
- Cochylimorpha razowskiana Kuznetzov, 2005
- Cochylimorpha salinarida Groenen & Larsen, 2003
- Cochylimorpha santolinana (Staudinger, 1871)
- Cochylimorpha scoptes (Razowski, 1984)
- Cochylimorpha scrophulana (Razowski, 1963)
- Cochylimorpha simplicis (Bai Guo & Guo, 1996)
- Cochylimorpha simulata (Razowski, 1970)
- Cochylimorpha sparsana (Staudinger, 1880)
- Cochylimorpha stataria (Razowski, 1970)
- Cochylimorpha straminea (Haworth, [1811])
- Cochylimorpha subwoliniana (Danilevsky, in Danilevsky, Kuznetsov & Falkovitsh, 1962)
- Cochylimorpha tamerlana (Ragonot, 1894)
- Cochylimorpha thomasi Karisch, 2003
- Cochylimorpha tiraculana (Bassi & Scaramozzino, 1989)
- Cochylimorpha triangulifera (Kuznetzov, 1966)
- Cochylimorpha wiltshirei (Razowski, 1963)
- Cochylimorpha woliniana (Schleich, 1868)
- Cochylimorpha yangtseana Razowski, 2006

## Hình ảnh

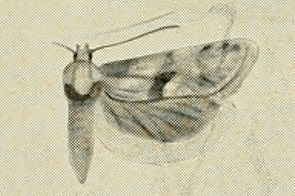
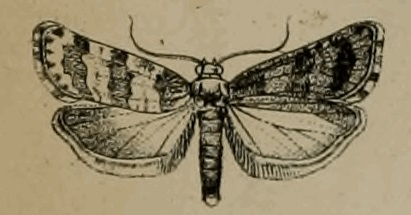
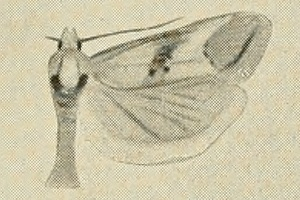
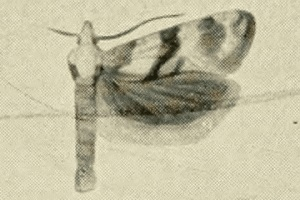